# Абрагам Бухгольцер
Абра́гам Бухго́льцер (нім. Abraham Buchholzer; 7 жовтня (28 вересня) 1529, Даме — 14 червня 1584, Кожухув) — німецький баптистський теолог, педагог і історик.

## Життя
Абрагам був сином Георга Бухгольцера.
Навчався в Франкфуртському університеті (Одер), а потім у Віттемберзькому. У Віттерберзі познайомився з Філіпом Меланхтоном — німецьким теологом-гуманістом.
Він переїхав до Сілезії й прийняв у 1556 році від Меланхтона пропозицію бути ректором школи в м. Грюнберзі. Під його керівництвом школа перетворилася в духовний центр.